# Земплінське Копчани
Земплінське Копчани (словац. Zemplínske Kopčany) — село, громада в окрузі Михайлівці, Кошицький край, Словаччина. Село розташоване на висоті 104 м над рівнем моря. Населення — 286 чол. (2006). Вперше згадується в 1332 році.

## Населення
| Рік:            | 1994. | 2004.   | 2014.    | 2024.    |
| --------------- | ----- | ------- | -------- | -------- |
| Кількість осіб: | 218   | 232     | 441      | 515      |
| Різниця:        |       | +6,42 % | +90,08 % | +16,78 % |

| Рік:            | 2023. | 2024.   |
| --------------- | ----- | ------- |
| Кількість осіб: | 518   | 515     |
| Різниця:        |       | -0,57 % |